# Giovanni Battista Calandra
Giovanni Battista Calandra, född 1586 och död 1644, var en italiensk mosaikarbetare.
Calandra var huvudsakligen verksam i Rom, och arbetade ofta efter målares kartonger. Han har särskilt i Peterskyrkan i Rom utfört flera praktfulla figurbilder i mosaik.